# Mar Yoldia
Il mar Yoldia è il nome dato dai geologi a uno stadio di acqua salmastra variabile nel bacino del mar Baltico che divenne predominante dopo il drenaggio del lago ghiacciato baltico a livello del mare durante la glaciazione Weichsel.
Le date per il mar Yoldia sono ottenute principalmente attraverso la datazione con il radiocarbonio del materiale proveniente dagli antichi sedimenti e dalle linee costiere. Le differenze sono comprese entro un migliaio di anni, ma una buona stima è di circa 10.300 – 9.500 anni BP con radiocarbonio, equivalente a circa 11.700-10.700 anni BP del calendario.
Il mare si estinse gradualmente quando l'innalzamento isostatico della Scandinavia bloccò del tutto o quasi i suoi affluenti, alterando l'equilibrio tra l'acqua salata e quella dolce. Il mar Yoldia divenne il lago Ancylus.
Lo stadio del mar Yoldia ebbe tre fasi di cui solo quella intermedia ebbe acqua salmastra.

## Denominazione
La denominazione del mare Yoldia deriva del nome obsoleto del bivalve Portlandia arctica che era precedentemente noto come Yoldia arctica, trovato intorno a Stoccolma. Questo bivalve necessitava di acqua salata fredda e caratterizzò la fase intermedia del mar Yoldia, durante la quale l'acqua salata si riversò nel Baltico, prima dell'accelerazione della fusione glaciale.

## Storia
Il lago ghiacciato baltico, il mar Yoldia, il lago Ancylus e il mar Littorina rappresentano quattro stadi riconosciuti della progressione del bacino baltico in epoca post-glaciale; esistono periodi di transizione che possono essere considerati sottostadi.
Il lago ghiacciato baltico venne a una fine straripando e quindi prosciugandosi attraverso la Svezia centrale; un completo processo risalente a circa 10.300 BP (anni radiocarbonio). Gli stretti della regione dell'attuale Stoccolma furono il solo sbocco a quel tempo. Quando il livello del lago pervenne al livello del mare, la differenza in salinità causò un riflusso d'acqua dal mar del Nord, creando regioni saline dove fioriva lo Yoldia. Questa fase durò fino a circa 10.000 BP.
Successivamente l'aumentata fusione del ghiaccio fornì ulteriore acqua dolce e il lago diventò stratificato, con l'acqua salata verso il fondale e acqua dolce verso la superficie. Per quanto riguarda la vita nel mare, la salinità era variabile a seconda del luogo, anche se è discutibile l'eventualità di parlare di stadi di salinità applicabili uniformemente all'intero mare.
Ancora, circa 10.000 BP, il lago/mare irruppe attraverso la Danimarca creando la prima Grande Belt. Essa era larga meno di 1 km e comprendeva i due canali all'estremo nord, la quale bloccata di nuovo per l'innalzamento della terra, formò così il lago Ancylus.
Geograficamente, il golfo di Botnia rimase sotto il ghiaccio. Il golfo di Finlandia venne ad aprirsi, ma la maggior parte della Finlandia restava un arcipelago, sul quale gradualmente si estesero i detriti portati dai corsi d'acqua glaciali. Un ponte di terra congiungeva la Germania alla Svezia meridionale attraverso la Danimarca. Alleggerita dal suo peso di ghiaccio, la Finlandia gradualmente venne a sollevarsi e in modo discontinuo rispetto al mare. Parti della linea costiera della Yoldia si trovano sopra il livello del mare oggi, mentre altre parti ne restano al di sotto. Il mar Yoldia verso la sua fine si trovava circa 30 m al di sotto dell'attuale livello marino. Un canale nei pressi del fiume Neva collegava il mar Yoldia al lago Ladoga.
Il mar Yoldia venne ad essere così incluso interamente nel periodo di Blytt-Sernander boreale. Le foreste e le specie che riempivano le sue rive erano boreali. Le culture mesolitiche continuarono ad occupare la Danimarca/Svezia meridionale e le rive meridionali. Il mare come sistema ecologico venne a cessare quando la Scandinavia s'innalzò sufficientemente per bloccare il flusso attraverso la zona di Stoccolma e l'equilibrio salino si spostò ancora una volta verso un'ecologia lacustre.